# Verschönerungsverein Stuttgart

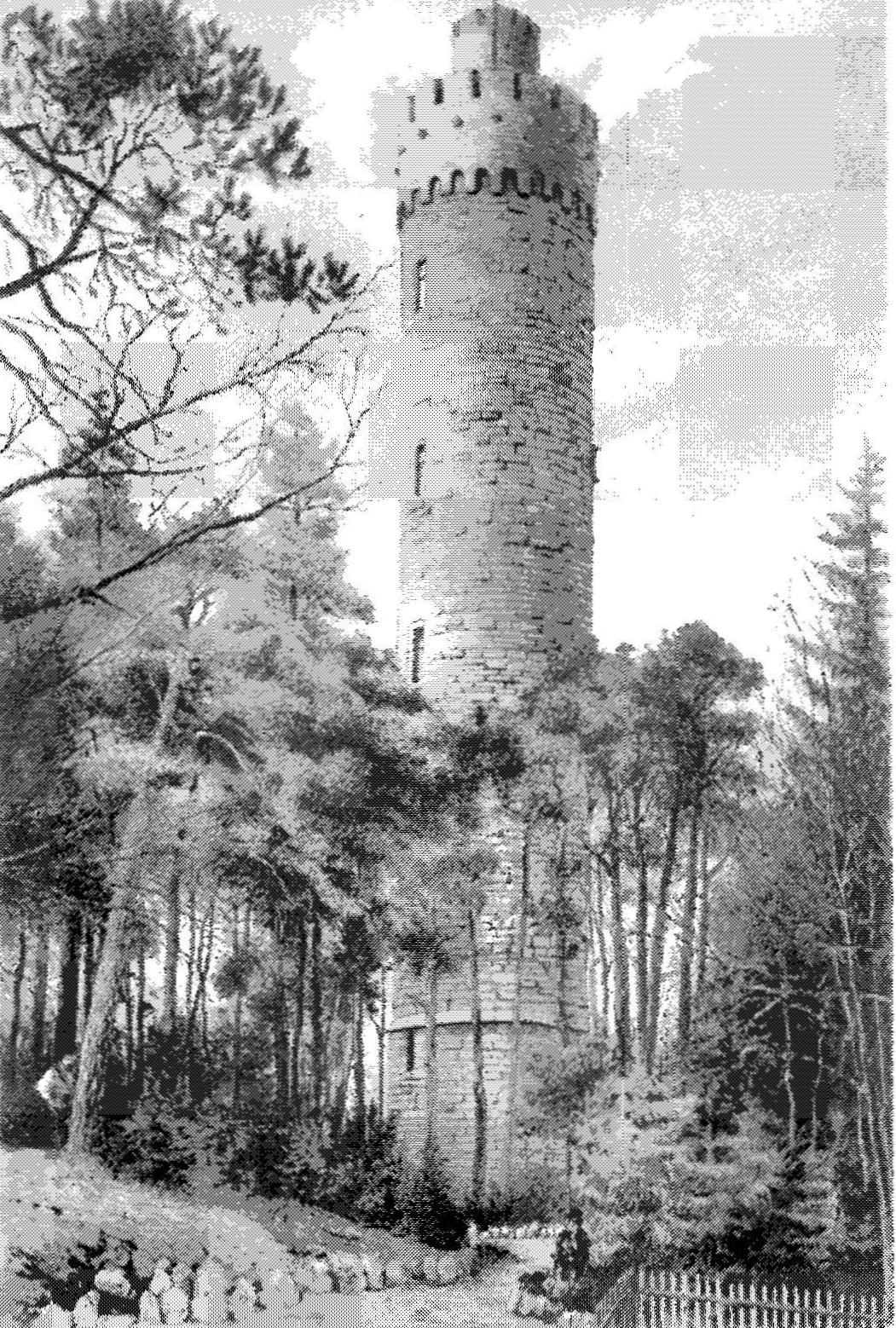
Hasenbergturm, 1879, einige Jahrzehnte das Wahrzeichen des Vereins.

Der 1861 gegründete Verschönerungsverein Stuttgart (VSV) ist einer der ältesten Vereine in der Landeshauptstadt Stuttgart und einer der ältesten noch bestehenden Vereine seiner Art in Deutschland.
Der Verschönerungsverein ist Besitzer verschiedener Grünanlagen, Aussichtspunkte, Denkmäler, Brunnen, Aussichtstürme, Schutzhütten und alter Häuser. Beispiele sind der Hasenbergturm, der Kriegsbergturm, der Killesbergturm und die Parkanlagen auf dem Gipfel der Karlshöhe und der Uhlandshöhe. Außerdem richtete er den Stuttgarter Rösslesweg, einen Wanderweg rund um Stuttgart, ein.
Der Verein nimmt regelmäßig Stellung zu Fragen der Stadtplanung. Teilweise wird er von der Stadtverwaltung bereits im Vorfeld von Entscheidungen einbezogen. 

## Geschichte
Der Verschönerungsverein wurde am 15. Juli 1861 von Stuttgarter Bürgern gegründet, die besorgt waren, dass das anhaltende Wachstum die Attraktivität Stuttgarts zerstören könnte, und vermehrt Plätze, Parks, Aussichtspunkte und Spazierwege wünschten. Die Gestaltung der Stadt und die Pflege von Grünanlagen gehörten damals noch nicht zu den kommunalen Aufgaben. Zwei Tage nach der Gründung wurde auch König Wilhelm I. Mitglied des Vereins und übernahm das Protektorat. Der Verein wuchs schnell. Im Gründungsjahr hatte er 175 Mitglieder, 1864 schon 1.000 und im Jahr 1880 1.600.
Die ersten 50 Jahre des Vereins gelten als seine fruchtbarste Phase. Es folgten zahlreiche Projekte: 1861 wurde der Ameisenberg (heute Uhlandshöhe) umgestaltet, 1862 der Feuersee, 1864 der Reinsburghügel erschlossen und vieles mehr. Bis 1902 wurden rund 6.000 Bäume im Stadtgebiet gepflanzt. Auf dem Hasenberg und dem Kriegsberg wurden Aussichtstürme errichtet.

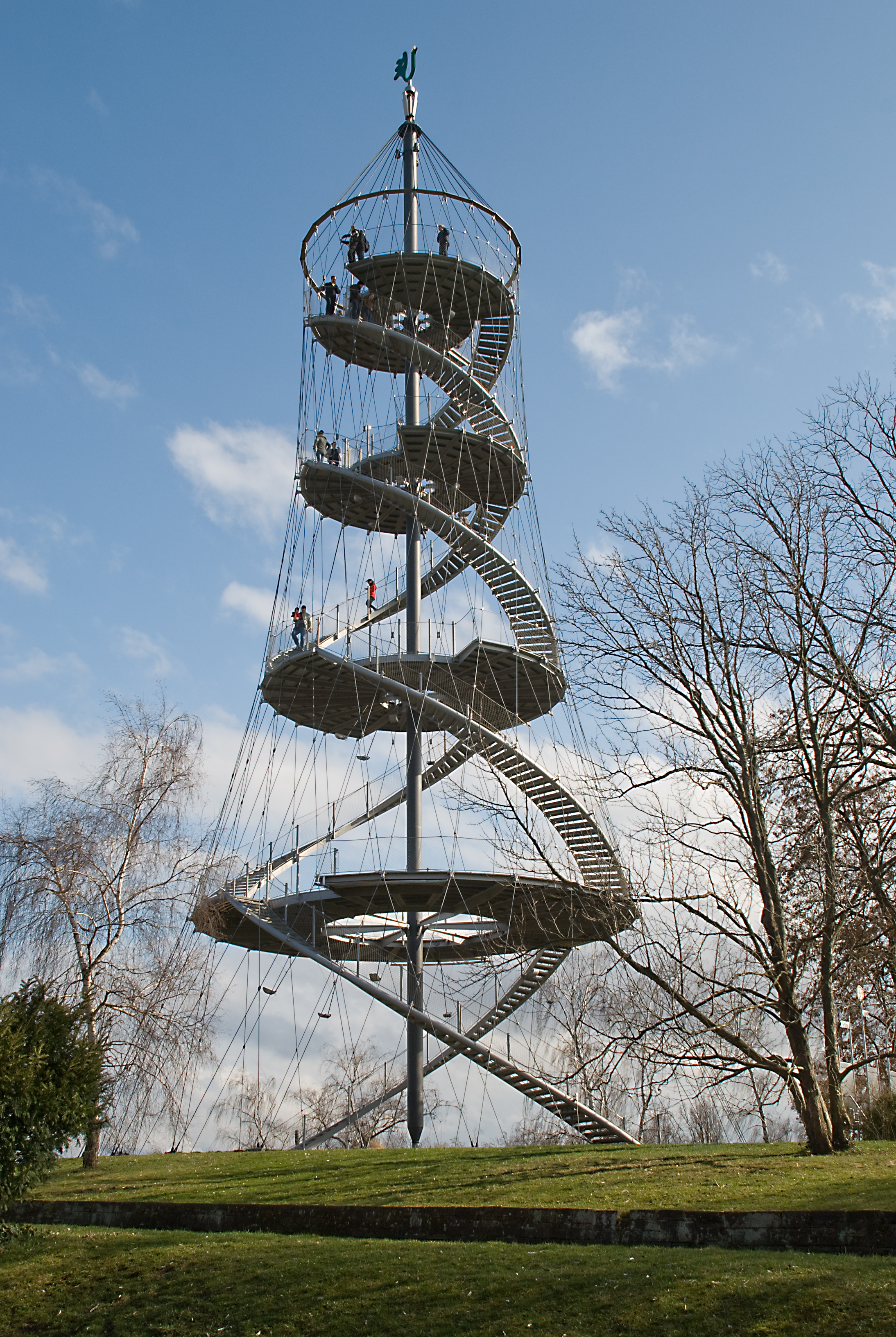
Der 2001 nach Plänen von Jörg Schlaich errichtete Killesbergturm, seit 2007 das neue Wahrzeichen des Vereins.

Die Auffassung von den kommunalen Aufgaben wandelt sich im Laufe des 19. Jahrhunderts. Die Stadt richtete ein Gartenbauamt ein und übernahm die Pflege der vom Verschönerungsvereins angelegten Grünanlagen und Parks. Der Verein war nun nicht mehr für die Pflege zuständig, doch führte er weiterhin Projekte durch, wie zum Beispiel die Errichtung der Aussichtsplatten an der Geroksruhe.
1933 kam es nicht zur Gleichschaltung des Vereins, dennoch reduzierten sich die Aktivitäten stark und beschränkten sich im Wesentlichen auf die Instandhaltung der bestehenden Anlagen und den Betrieb des Hasenbergturms. Im März 1943 wurde dieser gesprengt, um bei Angriffen keine Orientierung zu bieten.
1947 wurde der Verschönerungsverein erneut zugelassen, doch waren seine Finanzmittel begrenzt, weshalb der Hasenbergturm nicht wiederaufgebaut werden konnte. Erst ab 1961 nahmen die Aktivitäten wieder zu und umfassten nun auch die Abgabe von Stellungnahmen und Anregungen zu Bau- und Verkehrsprojekten der Stadt. Die wichtigste dieser Stellungnahmen war 1968 die zur „Südringtrasse“, der letztlich nicht gebaut wurde. 1985 wurde der restaurierte Kriegsbergturm wieder der Öffentlichkeit zugänglich gemacht.
2001 realisierte der Verschönerungsverein den Killesbergturm nach Plänen von Jörg Schlaich, der sich schnell zu einem Wahrzeichen der Stadt entwickelte. 2002 schloss sich der Verein Pflanzt einen Baum in Stuttgart e. V. dem Verschönerungsverein an.
Heute hat der Verein etwa 600 Mitglieder.

## Vorsitzende
Quelle: Langner/Kress 2011, S. 243.

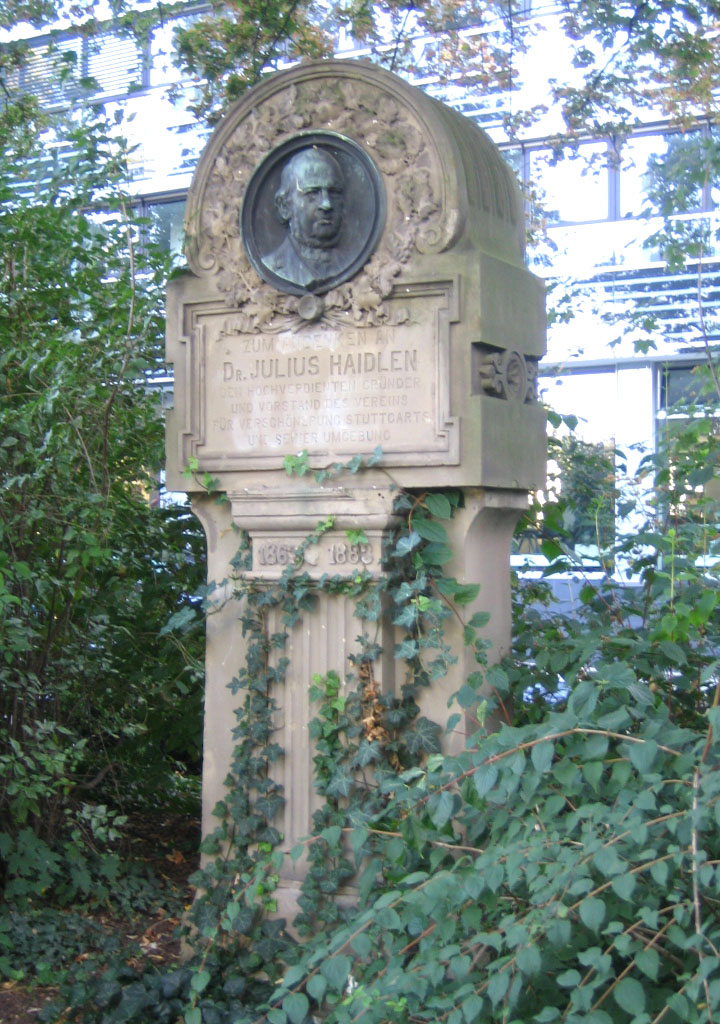
Denkmal für Julius Haidlen in der Grünanlage an der Silcherstraße, 1885.

- 1861–1862: Carl Hoffmann, Buchhändler und Gemeinderat
- 1862–1883: Dr. Julius Haidlen, Medizinalrat und Gemeinderat
- 1884–1900: Heinrich von Fischbach, Forstdirektor
- 1900–1923: Fritz von Keller, Forstpräsident
- 1923–1925: Dr. Christoph von Wagner, Forstpräsident
- 1925–1935: Adolf Hofacker, Baurat und Gemeinderat
- 1935–1947: Eduard Rümelin, Forstmeister
- 1948–1959: Wolfram Ehrlenspiel, Landesforstmeister
- 1960–1980: Hubert Häussler, Landesforstmeister
- 1980–1989: Siegfried Geyer, Leitender Forstdirektor
- 1989–1992: Fritz Oechßler, Forstdirektor
- 1992–1996: Manfred Schempp, Baudirektor
- 1996–2002: Fritz Oechßler, Forstdirektor
- seit 2002: Erhard Bruckmann, Rechtsanwalt